# العلاقات السلوفاكية القرغيزستانية
العلاقات السلوفاكية القيرغيزستانية هي العلاقات الثنائية التي تجمع بين سلوفاكيا وقيرغيزستان.

## مقارنة بين البلدين
هذه مقارنة عامة ومرجعية للدولتين:
| وجه المقارنة                                              | سلوفاكيا                                                       | قيرغيزستان                      |
| --------------------------------------------------------- | -------------------------------------------------------------- | ------------------------------- |
| المساحة (كم2)                                             | 49.03 ألف                                                      | 199.95 ألف                      |
| عدد السكان (نسمة)                                         | 5.44 مليون                                                     | 6.20 مليون                      |
| الكثافة السكانية (ن./كم²)                                 | 110.95                                                         | 31.01                           |
| العاصمة                                                   | براتيسلافا                                                     | بيشكك                           |
| اللغة الرسمية                                             | اللغة السلوفاكية                                               | اللغة الروسية، اللغة القيرغيزية |
| العملة                                                    | كرونة سلوفاكية، يورو                                           | سوم قيرغيزستاني                 |
| الناتج المحلي الإجمالي (بليون دولار)                      | 95.77 مليار                                                    | 7.56 مليار                      |
| الناتج المحلي الإجمالي (تعادل القوة الشرائية) بليون دولار | 162.34 مليار                                                   | 20.45 مليار                     |
| الناتج المحلي الإجمالي الاسمي للفرد دولار أمريكي          | 16.09 ألف                                                      | 1.10 ألف                        |
| الناتج المحلي الإجمالي للفرد دولار أمريكي                 | 30.46 ألف                                                      |                                 |
| مؤشر التنمية البشرية                                      | 0.844                                                          | 0.655                           |
| رمز المكالمات الدولي                                      | +421                                                           | +996                            |
| رمز الإنترنت                                              | .sk                                                            | .kg                             |
| المنطقة الزمنية                                           | توقيت وسط أوروبا، ت ع م+01:00، ت ع م+02:00، أوروبا/براتيسلافا ‏ | ت ع م+06:00                     |

## منظمات دولية مشتركة
يشترك البلدان في عضوية مجموعة من المنظمات الدولية، منها:
| علم المنظمة | اسم المنظمة                        | تاريخ انضمام سلوفاكيا | تاريخ انضمام قيرغيزستان |
| ----------- | ---------------------------------- | --------------------- | ----------------------- |
|             | مؤسسة التنمية الدولية              | 1993                  | 24 سبتمبر 1992          |
|             | يونسكو                             | 9 فبراير 1993         | 2 يونيو 1992            |
|             | وكالة ضمان الاستثمار متعدد الأطراف | 1993                  | 21 سبتمبر 1993          |
|             | الأمم المتحدة                      | 19 يناير 1993         | 2 مارس 1992             |
|             | الاتحاد البريدي العالمي            | ?                     | ?                       |
|             | البنك الدولي للإنشاء والتعمير      | 1993                  | 18 سبتمبر 1992          |
|             | اتفاقية السماوات المفتوحة          | ?                     | ?                       |
|             | الاتحاد الدولي للاتصالات           | 23 فبراير 1993        | 20 يناير 1994           |
|             | منظمة حظر الأسلحة الكيميائية       | ?                     | ?                       |
|             | مؤسسة التمويل الدولية              | 1993                  | 11 فبراير 1993          |
|             | منظمة التجارة العالمية             | ?                     | ?                       |
|             | منظمة الشرطة الجنائية الدولية      | ?                     | ?                       |
|             | منظمة الأمن والتعاون في أوروبا     | 1993                  | 30 يناير 1992           |

## وصلات خارجية
- موقع وزارة الخارجية السلوفاكية
- موقع وزارة الخارجية القيرغيزستانية